# محوطه پیردره‌سی
محوطه پیردره سی مربوط به دوران‌های تاریخی پس از اسلام است و در شهرستان بناب، بخش مرکزی، روستای قره زکی واقع شده و این اثر در تاریخ ۲۴ تیر ۱۳۸۲ با شمارهٔ ثبت ۹۱۷۲ به‌عنوان یکی از آثار ملی ایران به ثبت رسیده است.